# Preden se zbudim
Preden se zbudim (izviren angleški naslov: Before I Wake) je ameriška nadnaravna fantazijska grozljivka iz leta 2016, delo režiserja in scenarista Mikea Flanagana in scenarista Jeffa Howarda. V filmu igrajo Kate Bosworth, Thomas Jane, Jacob Tremblay, Annabeth Gish in Dash Mihok.

## Vsebina
Film se začne s prestrašenim moškim s puško in spečim otrokom. Moški vstopi v sobo in sproži puško, ki zbudi otroka, sam pa se zgrudi v solzah, da tega ne more storiti.
Kasneje Jessie (Kate Bosworth) in Mark (Thomas Jane) Hobson posvojita osemletnega Codya Morgana (Jacob Tremblay), po tem, ko je njun sin nenadoma umrl. Kmalu odkrijeta, da se Codyeve sanje uresničujejo, vendar prav tako nočne more.
Prvo noč je par očaran nad metulji, ki preletavajo hišo in se neizmerno svetijo. Mark skuša ujeti enega izmed njih in ga pokazati Codyu, ki je navdušen nad metulji, vendar ko se Cody zbudi, metulji izginejo. Naslednji dan se v šoli Cody spoprijatelji z nekim dekletom in postane tarča zlobnega otroka. Doma Cody opazi sliko Jessinega in Markovega sina Shawa in sprašuje po njem. Vpraša ju, kje je Shaw in Jessie mu odgovori, da v nebesih. Cody pove, da je tam tudi njegova mama. To noč par opazi svojega umrlega sina in ga skuša objeti, vendar Shaw izgine, ko se Cody zbudi.
Ko izvesta za Codyev dar, to Jessie začne izkoriščati. Codyu prikazuje Shawove posnetke in to noč par spet opazi svojega sina. Čez nekaj dni Mark obtoži Jessie, da le izkorišča Codya in da je postala obsedena, zaradi česar se spreta in Mark odstrani Shawove slike iz hiše.
Cody zaspi v šoli in pojavi se stvor iz nočne more, ki ga Cody imenuje »rakavi mož«. Rakavi mož napade dečka, ki nadleguje Codya, Codyeva prijateljica pa to zgroženo opazuje. Medtem Jessie odide k zdraviniku, ker Cody noče spati, zato zdravnik predpiše uspavala. Zdravilo Jessie zmeša s pijačo in o tem ne pove Marku. Tokrat se ponovno pojavi Shaw, vendar se spremeni v stvor iz nočne more. Mark skuša zbuditi Codya, vendar ga ne more in Jessie prizna, da ga je uspavala. Stvor požre Marka, Jessie pa obleži nezavestna. Ko se zbudi, opazi Codya, kako po telefonu kliče na pomoč. Ker domnevajo, da gre za nasilje v družini in ker je bil Cody uspavan, ga socialna služba odpelje.
Jessie ukrade Codyeve kartoteke in se pogovori z njegovim krušnim staršem, ki je zanj skrbel 15 mesecev. Ta ji pove, da so se tudi tam začeli pojavljati metulji in da so sanje postajale vedno bolj resnične. Ko je njegova žena zbolela, je Codya to zelo pretreslo in to noč jo je vzel »rakavi mož«. Povsem strt je Codyu ves čas kazal slike svoje žene, vendar se je pojavljala le slaba kopija, ker si je Cody ni dovolj zapomnil. Priporoča ji, da Codya ubije, vendar ona tega ne želi storiti in skuša ugotoviti več o Codyevi pravi mami. Tako se odpravi v sirotišnico, kjer je Cody bil prvotno nastanjen. Zgradba je polna pošasti iz Codyjevih sanj, otroci pa so privezani na stene z ovijalkami. Jessie se nazadnje le sooči s »rakavim možem« in ga prisili, da izpusti svoje jetnike. Codya ji nato vrnejo.
Naslednji dan Jessie Codyu pokaže dnevnik njegove prave matere Andree, kjer piše, da ga je imela zelo rada. Vendar je zbolela za rakom trebušne slinavke in umrla, ko je bil Cody star šest let. Ko je čas za spanje, Cody prosi Jessie za zgodbo. Pove mu zgodbo o nadarjenem otroku, ki je potreboval mamo in o osamljeni mami, ki je potrebovala otroka. Pripoveduje mu tudi o zlobnem fantu, ki se spet zbudi, o paru, ki se ponovno sreča in o očetu, ki spet sreča svojega sina. Cody jo vpraša ali se bo to uresničilo in ona mu odvrne, da je to odvisno od njega in njegovih sanj.

## Igralci
- Kate Bosworth kot Jessie Hobson
- Thomas Jane kot Mark Hobson
- Jacob Tremblay kot Cody Morgan
- Annabeth Gish kot Natalie Friedman
- Topher Bousquet kot Rakav mož
- Dash Mihok kot Whelan Young
- Jay Karnes kot Peter
- Lance E. Nichols kot detektiv Brown
- Kyla Deaver kot Annie
- Hunter Wenzel kot Tate
- Antonio Evan Romero kot Sean
- Scottie Thompson kot učiteljica
- Justin Gordon kot Dr. Tennant